# Dušan Pirjevec
Dušan Pirjevec, slovenski literarni zgodovinar in teoretik ter urednik, * 20. marec 1921, Solkan (Nova Gorica) † 4. avgust 1977, Ljubljana.
Dušan Pirjevec je bil ena najbolj enigmatičnih in markantnih osebnosti na področju preučevanja literature in filozofije pri nas, kot profesor karizmatičen predavatelj, ki je močno vplival na razvoj slovenske misli svojega časa.

## Življenje in delo
Rodil se je v družini literarnega zgodovinarja Avgusta Pirjevca na obrobju Solkana (na ozemlju, ki je danes del Nove Gorice). Po končani gimnaziji v Ljubljani je v Zagrebu začel študirati agronomijo. Med drugo svetovno vojno in v prvih povojnih letih je kot aktivni udeleženec NOB opravljal pomembne vojaške, politične in ideološko-propagandne funkcije (politični komisar Krimskega partizanskega bataljona, Dolenjskega bataljona, Belokranjskega odreda, Loškega partizanskega odreda, Primorske operativne cone, član pokrajinskega partijskega komiteja za slovensko Koroško, referent za avstrijske zadeve pri slovenskem glavnem štabu, sekretar  pokrajinskega komiteja KPS in prvi tajnik narodnoosvobodilnega odbora za slovensko Koroško). Njegovo partizansko ime je bilo Ahac (Brodar). 1945-47 je bil mdr. glavni urednik Ljudske pravice, nato Slovenskega poročevalca, leta 1947 je vodil agitacijsko-propagandni oddelek pri CK KPS. Zaradi afere s telefonskim klicem Vladu Kozaku oz. Josipu Vidmarju z lažnim obvestilom o vdoru ruske vojske leta 1948 aretiran skupaj z Vitomilom Zupanom in Jožetom Brejcem (Jože Javoršek) in postavljen pred sodišče, vendar v nasprotju z drugima dvema kmalu izpuščen. Med letoma 1948 in 1952 je na Filozofski fakulteti v Ljubljani študiral primerjalno književnost in slavistiko. V letih 1960/61 se je študijsko izpopolnjeval  v Parizu in na Dunaju in leta 1961 je doktoriral na Oddelku za primerjalno književnost z disertacijo o Cankarju, evropski dekadenci in simbolizmu. Do leta 1962 je delal na inštitutu za literaturo SAZU, od leta 1963 do smrti pa je na Filozofski fakulteti v Ljubljani predaval primerjalno književnost in literarno teorijo, najprej 10 let kot izredni in šele od leta 1973 kot redni profesor.  
Bil je urednik oz. sourednik revije Sodobnost (1964 zamenjan kot urednik zaradi nasprotovanja ukinitve Perspektiv) in 1969–71), Slavistične revije (1958–1972) ter književne zbirke Znamenja (1968–75), sodelavec zagrebške revije Praxis in član odbora Korčulanske poletne šole (1967–74). Pred vojno in po njej je pisal literarne kritike, marksistično angažirane politične in kulturno-ideološke članke, prevajal ruska estetska in filozofska dela in tudi literarno ustvarjal; njegova drama Ljudje v potresu (1947) ostaja v rokopisu. Raziskoval je slovensko moderno in njeno povezanost s svetovno književnostjo, največ se je ukvarjal s Cankarjem, o njem je objavil več razprav in dve monografiji. Za zbirko 100 romanov je napisal 12 študij o temeljnih delih evropskega romanopisja od renesanse do sodobne književnosti. Opiral se je na Heglovo in Lukácsevo estetiko, Bahtinovo teorijo romana, Sartrovo filozofijo eksistence, Ingardnovo fenomenologijo literarne vede, odločilne spodbude pa je našel v Heideggerjevi misli o umetnosti. S teh izhodišč je Pirjevec razvijal teorijo romana kot osrednje novodobne literarne zvrsti. Razvil je tezo o zavrtosti slovenskega naroda in jo povezal z razlago strukturno-razvojnih značilnosti slovenske literature. Odmevna je bila njegova polemika o narodnem vprašanju s srbskim pisateljem Dobrico Ćosićem (1961/62) in s sodelavci revije Perspektive o nijhovi kulturni in idejni usmeritvi (1962/63).
Poročen je bil dvakrat, prvič z Marjeto Vasič, profesorico francoske literature, drugič pa s pisateljico Nedeljko Kacin. Njegovi hčeri sta: iz prvega zakona lutkarica Alenka Pirjevec in iz razmerja z novinarko Olgo Ratej dramaturginja Ira Ratej.
Z radikalnimi miselnimi novostmi in z njihovimi ideološkimi ter kulturno-političnimi razsežnostmi je v 60. in 70. letih po eni strani vzbujal ostra zavračanja v delu tradicionalistične kulturniške inteligence in pri zastopnikih vladajoče ideologije, po drugi pa je močno vplival na takratne mlajše literarne teoretike, kritike, ustvarjalce in publiciste. Po smrti se je njegov vpliv nadaljeval in je razviden še danes, saj je literarno vedo odprl metodološkemu pluralizmu in tokovom evropske filozofije, od fenomenologije do strukturalizma. Filozofijo in literarno vedo je združil na podlagi osebne izkušnje NOB-ja, kar daje žar njegovemu slogu, ki je več kot znanost - je živa duhovna veda (Kos). Pirjevec je postal tudi tema literarnih del in spominov: Lektor v Ljubljani Gerta Hofmanna (1982; izvirni naslov Die Fistelstimme (COBISS)), Milan Dekleva, Oko v zraku, Iztok Osojnik, Braşow in Pirjevec, Nedeljka Pirjevec, Zaznamovana, Saga o kovčku, Rudi Šeligo, Izgubljeni sveženj, Taras Kermauner, Po(ne)srečena srečavanja. 
Leta 2010 so mu na hodniku Oddelka za primerjalno književnost in literarno teorijo, kjer je dolgo časa predaval, postavili kip, ki je delo akademskega kiparja Draga Tršarja.